# Kerstin Apelman-Öberg
Kerstin Apelman-Öberg, född 1934 i Stockholm, är en svensk konstnär.
Apelman-Öberg arbetar huvudsakligen med religiösa motiv. Ett av hennes mest kända verk är akvarellen Noas Ark från 1969 som har avbildats i ett flertal upplagor som vykort, matbrickor, vägglitografier och bokillustration, bland annat i boken Biology Today från 1972 där bilden illustrerade kapitlet om mänsklig sexualitet. Apelman-Öberg är representerad vid Stockholms stadsmuseum.